# 91287 Simon-Garfunkel
91287 Simon-Garfunkel este o planetă minoră (asteroid), cu un diametru de 1,745 km, din centura de asteroizi. A fost descoperită pe 21 martie 1999 la Wykrota Observatory-CEAMIG⁠(d) de Cristóvão Jacques⁠(d) și a fost numită după Paul Simon. 
Obiectul prezintă o orbită caracterizată de o semiaxă mare de 2,2882949263082 UAi, o excentricitate de 0,11, o înclinație de 6,2 ° în raport cu ecliptica.